# Санфаянс
Санфаянс, санитарный фаянс — керамический материал, из которого изготавливаются раковины, унитазы, писсуары и биде.
Название «санфаянс» в современном языке объединяет все подобные сантехнические изделия, а не только основной материал, из которого они изготовлены. Практически изделия для санузлов изготавливаются из достаточно сложной системы керамики, полимерных соединений и стальных элементов. Исторически сложилось, что именно фаянс был самым используемым материалом для изделий ванных комнат и санузлов.
Качество санфаянса, как и любой другой керамики, зависит от технологического процесса и исходных материалов. Обжиг санфаянса производится по особым технологиям, исключающим его дефекты и обеспечивающим прочность полученного изделия.